# Sultanat de Shoa
El sultanat de Shoa (o Shewa, en català Xoa) fou un estat musulmà que va existir a la part oriental de la regió de Shoa entre el segle ix (G.W.B. Huntingford proposa les dates del 896 i el 1285.
El seu origen és incert. És possible que fos fundat per grups militars musulmans que feien expedicions a la zona per capturar esclaus. Els seus orígens, això no obstant, són desconeguts i només se sap que va durar uns segles regit per la dinastia dels Banu Makhzum o Makhzumites, amb capital a Walalah. En els darrers anys s'han trobat tres centres urbans d'aquest sultanat que estan sent excavats per arqueòlegs francesos.
El 1285 fou annexionat pel veí sultanat d'Ifat.

## Referència
E. Cerulli: Il sultanato dello Scioa nel secolo XIII secondo un nuovo documento storico. Studi Etipici, 1941.